# Richard Severin Fuld
Richard Severin Fuld (New York, 26 aprile 1946) è un banchiere statunitense, noto soprattutto come presidente e amministratore delegato finale di Lehman Brothers. Fuld aveva ricoperto questa posizione dallo scorporo della società nel 1994 da American Express fino al 2008. Lehman Brothers ha presentato istanza di protezione fallimentare ai sensi del Capitolo 11 il 15 settembre 2008 e successivamente ha annunciato una vendita di importanti operazioni ad altre parti tra cui Barclays Bank e Nomura Securities.
Fuld fu soprannominato il "Gorilla" a Wall Street per la sua competitività. Condé Nast Portfolio ha classificato Fuld al primo posto nella classifica dei Peggiori amministratori delegati americani di tutti i tempi, affermando che era "belligerante e non pentito". Fuld è stato anche nominato nella lista della rivista Time delle "25 persone da incolpare per la crisi finanziaria". Inoltre la CNN ha nominato Fuld come uno dei "Dieci più ricercati: Colpevoli" della crisi finanziaria del 2007-2008.

## Biografia
Fuld è nato a New York da una famiglia ebrea, figlio di Richard Severin Fuld Sr. ed Elizabeth Schwab. È cugino di secondo grado dell'esterno degli Oakland Athletics Sam Fuld.
Ha frequentato la Wilbraham & Monson Academy, dove ha conseguito il diploma di scuola superiore.
Ha ricevuto sia un B.A. che un B.S. presso l'Università del Colorado - Boulder nel 1969 e il suo M.B.A. presso la Stern School of Business della Università di New York nel 1973. Mentre frequentava la Colorado Fuld partecipò al programma del Corpo di addestramento degli ufficiali della riserva navale e fu presidente del capitolo della scuola della confraternita Alpha Tau Omega.
La prima carriera di Fuld come pilota dell'Air Force si concluse quando fu coinvolto in una rissa con un ufficiale in comando. Dichiarò che stava difendendo un giovane cadetto che era stato provocato dall'anziano ufficiale.
Fuld è membro del Kappa Beta Phi.

## Lehman Brothers

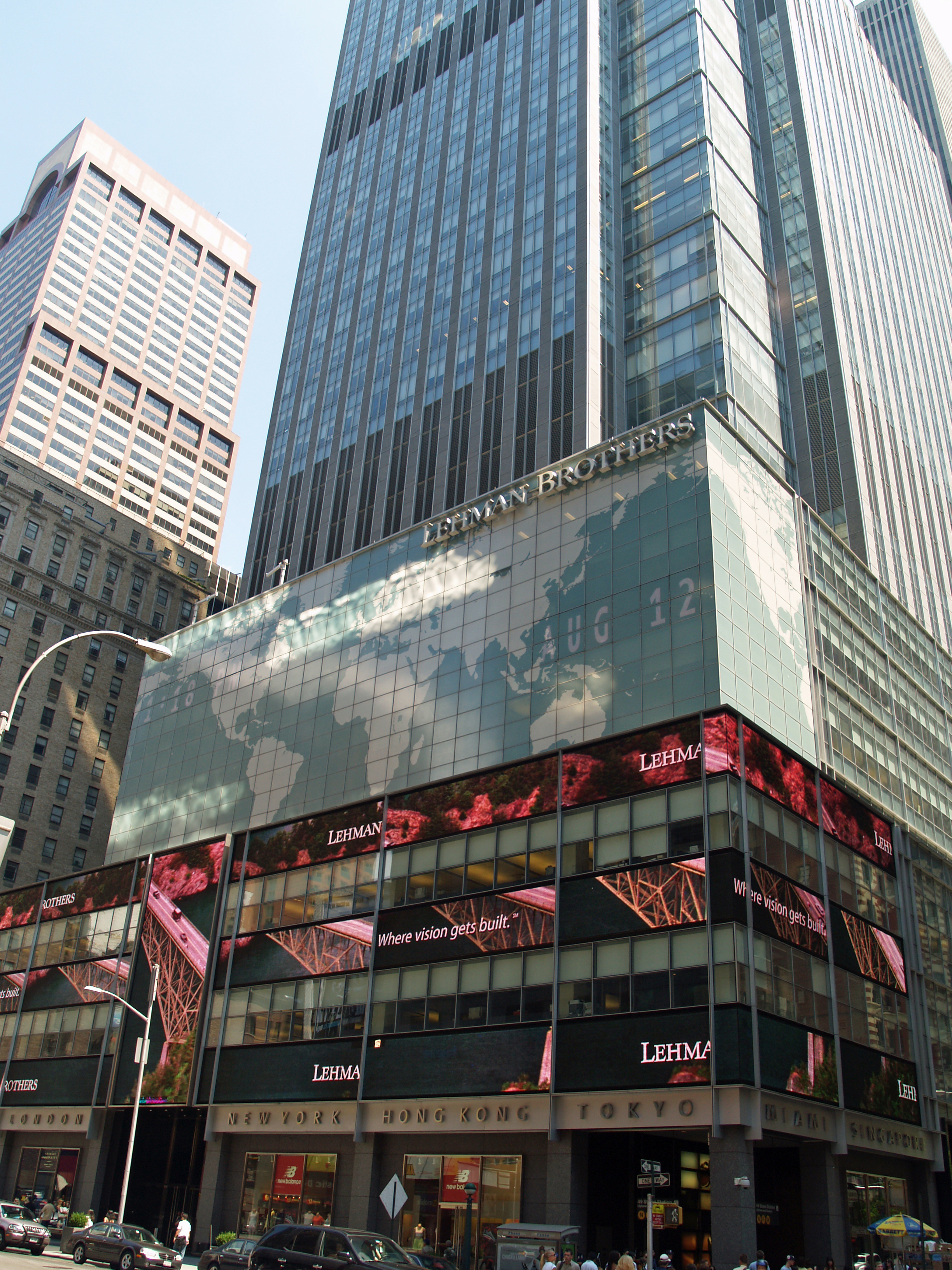
Il quartier generale di Lehman Brothers a Times Square

Iniziò quindi la sua carriera con Lehman Brothers nel 1969, l'anno in cui morì il socio senior dell'azienda Robert Lehman. Fuld ha iniziato a scambiare commercial paper e nel tempo sviluppò una reputazione di professionista del reddito fisso.
Fuld ha lavorato per Lehman per quasi 40 anni. Durante questo periodo Fuld ha assistito e partecipato ai numerosi cambiamenti che l'organizzazione ha subito, tra cui la fusione con Kuhn, Loeb & Co, l'acquisizione da parte di American Express, la fusione con EF Hutton e per ultimo lo scorporo da American Express nel 1994 , ancora una volta come Lehman Brothers. Una volta pubblica, la nuova società divenne quotata sotto la sigla azionaria LEH.

### Amministratore delegato
Dopo essere stato CEO dal 1994 fino al fallimento della società nel 2008, Fuld era l'amministratore delegato di più lunga data a Wall Street al momento della crisi finanziaria del 2007-2008. Fuld aveva guidato Lehman attraverso la crisi finanziaria asiatica del 1997, un periodo in cui il prezzo delle azioni dell'azienda era sceso a $12 nel 1998. Lehman ebbe una perdita annua di $102 milioni nel 1993, ma dopo che Fuld diventò CEO, la società ebbe quattordici anni consecutivi di profitti, tra cui uno per 4,2 miliardi di dollari nel 2007, anche se nel 2008 registrò una perdita nel secondo trimestre di $2,8 miliardi e presentò istanza di fallimento più tardi nello stesso anno. Simile alla caduta di Barings Bank, ciò fu ottenuto aumentando i guadagni della società tramite un leverage e un rischio eccessivi.
Fuld aveva una serie di "numeri due" sotto di lui, di solito con la carica di Presidente e Direttore operativo (COO). T. Christopher Pettit prestò servizio fino al 26 novembre 1996, quando perse una lotta di potere con i suoi vice, probabilmente a causa del fatto che Pettit aveva avuto un'amante, cosa che violava le regole non scritte di Fuld sul matrimonio e l'etichetta sociale. Questa posizione di presidente e COO rimarrà vacante fino a quando Joseph Gregory non sarà nominato presidente e COO nel 2002. Bradley Jack e Joseph M. Gregory furono nominati co-COO nel 2002, tuttavia Jack fu retrocesso alla carica di presidente nel maggio 2004 e lasciò il Giugno 2005 con un pacchetto di fine rapporto di $80 milioni, rendendo Gregory l'unico COO e presidente. Insieme al direttore finanziario Erin Callan, Gregory fu retrocesso il 12 giugno 2008 e sostituito da Bart McDade, che avrebbe visto fallire Lehman.
Nel 2006, la rivista Institution Investor nominò Fuld miglior amministratore delegato d'America nel settore privato. Lo stesso anno a dicembre, Fuld disse al The Wall Street Journal, "finché sarò vivo questa società non sarà mai venduta". Nel marzo 2008 Fuld apparve nella lista di Barron's dei 30 migliori CEO e fu soprannominato "Mr. Wall Street".
Complessivamente Fuld ricevette quasi mezzo miliardo di dollari di retribuzione totale dal 1993 al 2007. Nel 2007 fu pagato un totale di $22.030.534, che includeva uno stipendio base di $750.000, un bonus in denaro di $4.250.000 e donazioni di azioni per $16.877.365. Secondo Bloomberg Businessweek, Fuld "notoriamente richiedeva la lealtà di tutti coloro che lo circondavano e dimostrò la propria mantenendo gran parte della sua ricchezza legata all'azienda", anche comprando azioni Lehman a margine, secondo un amico.

### Fallimento e conseguenze
Fuld fu inizialmente elogiato per aver gestito bene la crisi dei subprime iniziale, meglio di qualsiasi altra grande banca d'affari, dietro Goldman Sachs.
Si disse che Fuld avesse sottovalutato la recessione del mercato immobiliare statunitense e i suoi effetti sull'attività di sottoscrizione di obbligazioni ipotecarie di Lehman. Fuld era già l'amministratore delegato di più lunga data a Wall Street e mantenne il suo posto di lavoro quando la crisi dei mutui subprime prese piede, mentre i CEO di banche rivali come Bear Stearns, Merrill Lynch e Citigroup furono costretti a dimettersi. Inoltre il consiglio di amministrazione di Lehman, che comprende amministratori delegati in pensione come Christopher Gent di Vodafone e John Akers di IBM, era riluttante a mettersi contro Fuld mentre il prezzo delle azioni dell'azienda si riduceva.
Fuld è stato criticato per non aver completato diversi affari proposti, né un aumento di capitale né una fusione, che avrebbero salvato Lehman Brothers dal fallimento. Le parti interessate avrebbero compreso Warren Buffett e la Korea Development Bank. Si diceva che Fuld avesse giocato a un gioco con un rischio calcolato, rifiutando di accettare offerte che avrebbero potuto salvare l'azienda, perché non riflettevano il valore che vedeva nella banca.
Tuttavia la rivista New York aveva una visione diversa degli ultimi tre mesi di Fuld come CEO prima del fallimento della società. Hugh "Skip" McGee III, allora capo della divisione Investment Banking, in precedenza non era d'accordo con il COO Joseph M. Gregory sulla nomina di uno dei suoi subordinati, Erin Callan, come CFO. L'11 giugno 2008 McGee organizzò un incontro con gli alti banchieri dell'azienda, che costrinsero Fuld a retrocedere Callan e Gregory. Il sostituto di Gregory come presidente e COO diventò Bart McDade. Mentre Fuld rimaneva CEO nel titolo, si disse che era avvenuto un colpo di stato e che l'unica persona a capo di tutto era McDade. Il resoconto della rivista New York affermava anche che Fuld era alla disperata ricerca di un acquirente durante l'estate e offriva persino di farsi da parte come CEO per facilitare la vendita dell'azienda, citando il detto "Abbiamo due priorità, che il nome e il marchio Lehman sopravvivano e che venga salvato il maggior numero possibile di dipendenti e noterete che la nostra priorità non è il prezzo".
Nel suo libro del 2009 A Colossal Failure Of Common Sense, Larry McDonald, un trader senior di Lehman Brothers negli anni precedenti il fallimento, scrisse che "il livore bruciante" di Fuld per Goldman Sachs e altri rivali di Wall Street lo portò a ignorare gli avvertimenti dei dirigenti di Lehman circa il crollo imminente e che Fuld insisteva sul fatto che il responsabile dei rischi dell'azienda abbandonasse la sala del consiglio durante le discussioni chiave.
Nell'ottobre 2008 Fuld fu tra i dodici dirigenti di Lehman Brothers che ricevettero la citazione di un gran giurì in relazione a tre indagini penali condotte dagli uffici del procuratore degli Stati Uniti nei distretti orientali e meridionali di New York e nel distretto del New Jersey, relativi al presunte frodi in titoli associate al collasso dell'azienda.
Il 6 ottobre 2008 Fuld ha testimoniato davanti alla Commissione degli Stati Uniti per la sorveglianza e la riforma del governo in merito alle cause e agli effetti del fallimento di Lehman Brothers. Durante la testimonianza, a Fuld è stato chiesto se si chiedesse perché Lehman Brothers fosse l'unica azienda a cui fosse stato permesso di fallire, a cui ha risposto: "Me lo chiedo fin dal giorno in cui mi hanno messo al tappeto....Non so perché siamo stati gli unici [che non sono stati salvati]".

## Dopo Lehman
Il 10 novembre 2008 Fuld trasferì la sua villa in Florida a sua moglie Kathleen per $100. L'avevano acquistata quattro anni prima per $13,75 milioni.
Nel marzo 2009 Fuld inviò un'email in cui affermava di essere entrato in Matrix Advisors a New York.
Nel maggio 2010 Fuld è stata registrato dalla Financial Industry Regulatory Authority (FINRA) come impiegato presso Legend Securities, una società di intermediazione mobiliare e investment banking a New York. Fuld ha lasciato l'azienda all'inizio del 2012.
A luglio 2015 Matrix Advisors, guidata da Fuld, era cresciuto fino a circa due dozzine di dipendenti. L'azienda si concentra su piccole e medie imprese, fornendo consulenza ai clienti su una vasta gamma di questioni, dall'apertura di canali di distribuzione di prodotti al completamento di fusioni e acquisizioni e all'approvvigionamento di fondi di private equity e venture capital. Nel 2016 Matrix Private Capital LLC aveva in gestione $100 milioni da 18 famiglie. A novembre 2017 la società si era espansa aprendo uffici a Los Angeles e Palm Beach.
Sempre a metà del 2015, Fuld mise all'asta la sua tenuta di 71 acrii a Sun Valley, nell'Idaho. Si stima che la proprietà si potesse vendere da $30 a $50 milioni nell'agosto 2015, ma è stata venduta all'asta a settembre per poco più di $20 milioni.
Nel 2018 Fuld è stato critico nei confronti della decisione del governo di non salvare Lehman nonostante il salvataggio di altre società finanziarie in difficoltà. Fuld ha riservato le sue più acute critiche nei confronti del suo rivale di lunga data, Henry Paulson, che gestiva Goldman Sachs Group Inc. prima di dirigere il Tesoro degli Stati Uniti durante la crisi finanziaria del 2007-2008. Entro il 2018, quasi tutti i reclami presentati contro Lehman da quando il fallimento era stato risolto (con $4,1 miliardi rimasti da $1,2 trilioni).
In un libro del 2018 sull'argomento - The Fed and Lehman Brothers: Setting the Record Straight on a Financial Disaster (La Fed e Lehman Brothers: stabilire il record di un disastro finanziario) - la professoressa Laurence M. Ball dell'Università Johns Hopkins sostiene che Lehman aveva ampie garanzie per giustificare un prestito del governo degli Stati Uniti che avrebbe evitato il fallimento, respingendo le dichiarazioni degli ex funzionari secondo cui un tale salvataggio sarebbe stato illegale.

## Riconoscimenti e incarichi di amministratore
Nel 2006 Fuld fu nominato CEO n. 1 nella categoria Brokers & Asset Managers, dalla rivista Institutional Investor. Nel 2007 ha ricevuto un bonus di $ 22 milioni.
Fuld contemporaneamente prestava servizio nel consiglio di amministrazione della Federal Reserve Bank di New York, una posizione che cessò di detenere poco prima del fallimento di Lehman Brothers. È membro dell'International Business Council del Forum economico mondiale e del Business Council. Fa anche parte del consiglio di fondazione del New York-Presbyterian Hospital. Era anche nel consiglio di amministrazione della Robin Hood Foundation ma è stato rimosso dal consiglio di amministrazione in seguito al fallimento di Lehman Brothers.
Nell'ottobre 2008 la CNN ha nominato Fuld come uno dei "Dieci più ricercati: I colpevoli del collasso" in merito alla crisi finanziaria del 2007-2008; è stato classificato 9° nella lista.
Nel dicembre 2008 Fuld ha ricevuto il premio "Lex Overpaid CEO" dal Financial Times per aver ricevuto $34 milioni nel 2007 e $40,5 milioni nel 2006, gli ultimi due anni prima del fallimento della sua banca.

## Nella cultura di massa
- Richard Fuld è stato interpretato da Corey Johnson nel film della BBC del 2009 The Last Days of Lehman Brothers.
- Richard Fuld è stato interpretato da James Woods nel film della HBO del 2011 Too Big to Fail - Il crollo dei giganti.
- Fuld è apparso anche nel documentario del 2010 Inside Job.[54]
- Nell'ottobre 2011 è uscito un film intitolato Margin Call, che descrive una banca, liberamente tratto dalla vicenda della Lehman Brothers. Jeremy Irons ha interpretato "John Tuld", un personaggio ispirato a Fuld.[55][56]